# Campionati europei di atletica leggera 1934 - Decathlon
La gara del decathlon maschile si è tenuta l'8 e 9 settembre 1934

## Risultati
In giallo la migliore prestazione di ogni gara
| Pos | Nome                  | Nazione  | 100m | LJ   | SP    | HJ   | 400m | 110m H | DT    | PV   | JT    | 1500m  | Punti           | Note |
| --- | --------------------- | -------- | ---- | ---- | ----- | ---- | ---- | ------ | ----- | ---- | ----- | ------ | --------------- | ---- |
| 1   | Hans-Heinrich Sievert | Germania | 11.2 | 7.00 | 14.77 | 1.80 | 49.6 | 16.0   | 45.03 | 3.30 | 55.47 | 5:55.2 | 6667 (8103.245) | CR   |
| 2   | Leif Dahlgren         | Svezia   | 11.8 | 6.47 | 12.99 | 1.84 | 51.0 | 15.8   | 38.83 | 3.30 | 52.60 | 4:46.8 | 6490 (7770.83)  |      |
| 3   | Jerzy Pławczyk        | Polonia  | 11.6 | 6.36 | 11.60 | 1.87 | 53.4 | 17.0   | 39.84 | 3.70 | 50.19 | 5:07.8 | 6179 (7552.345) |      |
| 4   | Jānis Dimza           | Lettonia | 11.6 | 6.84 | 14.81 | 1.87 | 55.8 | 17.2   | 43.53 | 3.20 | 46.20 | 5:39.6 | 6094 (7451.40)  |      |
| 5   | Armin Guhl            | Svizzera | 11.2 | 6.95 | 11.96 | 1.84 | 53.4 | 16.0   | 39.99 | 2.80 | 48.12 | 5:07.2 | 6250 (7347.47)  | NR   |
| 6   | Wolrad Eberle         | Germania | 11.6 | 5.98 | 12.98 | 1.65 | 51.4 | 19.8   | 38.74 | 3.20 | 58.91 | 4:46.6 | 5931 (7153.645) |      |
| 7   | Eletto Contieri       | Italia   | 11.6 | 6.35 | 11.68 | 1.75 | 51.6 | 17.6   | 32.66 | 3.00 | 48.79 | 4:45.2 | 5888 (6846.835) |      |
| 8   | Hermann Ruckstuhl     | Svizzera | 12.0 | 5.84 | 11.97 | 1.65 | 53.0 | 16.4   | 35.90 | 3.20 | 43.77 | 5:05.4 | 5618 (6548.915) |      |
| 9   | Maurice Boulanger     | Belgio   | 12.0 | 6.28 | 10.81 | 1.60 | 53.0 | 18.4   | 28.90 | 3.40 | 46.46 | 4:33.0 | 5552 (6391.09)  | NR   |
| 10  | Giovanni Lux          | Italia   | 12.0 | 5.68 | 12.38 | 1.65 | 57.0 | 17.6   | 33.58 | 3.30 | 52.92 | 5:28.0 | 5320 (6368.18)  |      |
|     | Stasis Sackus         | Lituania | 12.4 | 5.92 | 11.13 | 1.50 |      |        |       |      |       |        | DNF             |      |